# Mansfield Woodhouse
Mansfield Woodhouse è una cittadina di 25 000 abitanti della contea del Nottinghamshire, in Inghilterra.